# Pierre-Marie Le Bozec
Pour les articles homonymes, voir Le Bozec.
 (mai 2017).
Pierre-Marie Le Bozec, né le 28 avril 1769 à l'île de Bréhat, (Côtes-d'Armor) et mort le 15 mai 1830 également à Bréhat, est un officier de marine français. Après des débuts dans la Marine royale, il sert dans la marine révolutionnaire puis dans la Marine de l'Empire, il termine sa carrière avec le grade de contre-amiral pendant la Restauration.

## Biographie

### Une formation alternant navigation au commerce et service du roi
Il navigue comme mousse au commerce à partir de 1780 puis dans la Marine royale à partir de 1782 sur les Deux Frères, bâtiment d’escorte de convois commandé par son père. De 1787 à 1789, il est second capitaine sur le Comte Esterhazy, la Colombe et de nouveaux sur les Deux Frères dans des croisières à destination des Antilles et de l’Amérique. 

### Officier de la République
En 1792, il obtient son brevet d'enseigne de vaisseau. Il commande, en 1793, la corvette La Vaillante qui escorte des convois en Manche. Il soutient un combat contre un corvette britannique qui doit s'enfuir ; ceci lui vaut une promotion comme lieutenant de vaisseau à la fin de l’année.
Début 1794, il reçoit le commandement de la corvette La Républicaine de 24 canons, et effectue plusieurs croisières de courses en Manche avant de se joindre à la division commandée par Jean Lhermitte et comprenant les frégates Seine (Lhermitte) et Galathée (Labutte) à destination de la Norvège. 
La Républicaine est bloquée avec le reste de la division par le froid et des avaries dans un port de Norvège pendant tout l’hiver 1794/1795. Les équipages sont décimés par les maladies (plus de 250 morts sur 880). Les deux frégates avec des équipages réduits partent au printemps pour rejoindre la France mais Le Bozec et la Républicaine doivent rester pour protéger les malades intransportables. Ils sont finalement secourus par la corvette Subtile. 
La Républicaine et la Subtile effectuent ensemble plusieurs courtes mais fructueuses campagnes de course en Manche lors de l’été et l’automne 1795. Le Bozec est sérieusement blessé lors d’un combat contre une frégate anglaise. 
Promu capitaine de frégate en mars 1796, il effectue toujours sur la Républicaine une croisière sur le côtes d’Afrique et du Brésil. Il réalise lors de cette campagne 76 prises. Mais, en juillet 1799, il doit amener son pavillon devant la frégate Tamar alors que la Républicaine est totalement démâtée.
Il est échangé quelques mois plus tard et reçoit le commandement de la frégate la Clorinde en 1801. Il participe à l’expédition de Latouche-Tréville (Louis-René-Madeleine de Latouche-Tréville) à Saint Domingue. Il est présent à la prise de Port-au-Prince. 
Capitaine de vaisseau en mars 1803, il commande la station de Saint-Domingue mais est de nouveau fait prisonnier lors de la reddition de l’île. Toutefois, il fait jeter à la mer son artillerie et échoue volontairement sa frégate à la côte auparavant pour éviter de la livrer. La Clorinde est renflouée et sert dans la Royal Navy sous le nom de HMS Clorinde jusqu'en 1817; elle prend notamment possession de l'Ile de France en novembre 1810.

### Marin de l'Empire
Il peut revenir en France dès la mi-1804, mais sous condition de ne pas naviguer pendant 6 années. Aussi, il ne peut servir qu’à terre jusqu’à 1810. Pendant cette période, il est notamment chargé d'une mission d'inspection des côtes entre la Seine et Lorient.
Il commande le vaisseau Le Friedland (80 canons) puis, de mars 1811 à mars 1812, le vaisseau le Marengo (74 canons). Il est chargé de l’armement de la frégate l’Etoile puis, en 1813, du commandement d’une division de frégates sur L'Aréthuse à laquelle sont jointes les frégates l'Illyrienne et l'Alcyon.
Il effectue deux campagnes de course avec succès et effectue un nombre respectable de prises. Apprenant l’abdication de Napoléon Ier et sachant la paix imminente, il doit libérer 11 prises faites dans les dernières semaines.

### Fin de carrière sous la Restauration
Il est chevalier de Saint-Louis le 18 août 1814 et est nommé commandant de la Marine au Havre en mars 1815.
Il est promu capitaine de vaisseau de première classe en 1816. En 1817, il commande la frégate La Flore, avec, sous ses ordres, La Coquette et L'Eglantine lors d'une croisière aux Antilles et en Guyane. Il termine sa carrière en 1822 au poste de Major général (directeur du port) à Cherbourg.
Il est nommé contre-amiral honoraire à sa mise en retraite.

## Sources
- À propos d'un illustre bréhatin : le contre-amiral Le Bozec par Yves De Sagazan – Les Carnets du Goëlo no 1 (1985), bulletin de la Société d'études historiques et archéologique du Goëlo
- Étienne Taillemite, Dictionnaire des marins français, Tallandier, 2002, p. 316
- Dictionnaire des capitaines de vaisseau de Napoléon par Danièle et Bernard Quintin, S.P.M. Paris 2003